# Battus crassus
Battus crassus is een vlinder uit de familie van de pages (Papilionidae). De wetenschappelijke naam werd gepubliceerd in 1777 door Pieter Cramer.

## Ondersoorten
- Battus crassus crassus
- Battus crassus hirundo (Röber, 1925)
- Battus crassus lepidus (C. & R. Felder, 1861)
- Battus crassus paraensis (Brown, 1994)